# Help, de psycholoog verzuipt!

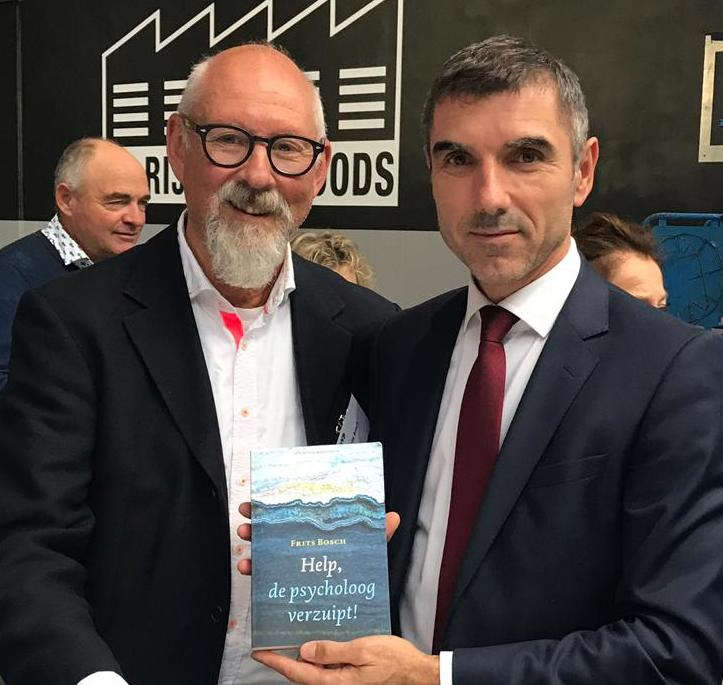
Frits Bosch (links) overhandigt het boek aan staatssecretaris van VWS, Paul Blokhuis.

Help, de psycholoog verzuipt! is een deels autobiografisch boek van gezondheidszorgpsycholoog Frits Bosch (1952). In het boek beschrijft Bosch zijn ervaring als vrijgevestigd psycholoog in de eerste lijn en beschouwt hij de organisatie van de GGZ, de Nederlandse aanbieders die aangewezen zijn voor de geestelijke gezondheidszorg. Het boek verscheen in februari 2019 bij uitgeverij Stichting Beroepseer. De titel is een verwijzing naar de roman Help! De dokter verzuipt... van Toon Kortooms (1968).

## Inhoud
In het boek beschrijft de auteur zijn strijd voor erkenning van de vrijgevestigde eerstelijns psychologen. In het boek analyseert hij de stand van de Nederlandse GGZ. Daarbij relateert Bosch veelvuldig aan zijn eigen ervaringen als psycholoog In de casusbeschrijvingen illustreert Bosch hoe ‘ggz op maat’ volgens hem tot goede resultaten leidt. De auteur beschrijft hoe hij – en veel van zijn collega’s – tegenwerking ondervonden van machtige partijen rond de GGZ die voorstander zijn van grootschalige, gestandaardiseerde hulp. Na 2012, toen de regering forse bezuinigingen op de GGZ aankondigde, had hij kritiek op de marktwerking die in zijn ogen tot gevolg had dat veel mensen met GGZ-problemen labels kregen en patiënten met complexe problemen tussen wal en schip vielen.

## Auteur
Frits Bosch (9 januari 1952) heeft vanaf 1982 actief de ontwikkelingen binnen de Geestelijke Gezondheidszorg gevolgd. Naast zijn werk in een vrijgevestigde praktijk in Haarlem heeft hij veel bestuurlijke werkzaamheden gedaan voor regionale netwerken en landelijke beroepsverenigingen, zoals het Nederlands Instituut van Psychologen (NIP) en de Landelijke Vereniging Eerstelijnspsychologen (LVE). In 1990 ontving hij van het NIP de Professionele prijs voor zijn werk in de eerstelijnspsychologie. In 2006 was Bosch redactielid van het Handboek Psychologie in de eerste lijn. Bosch heeft zich geprofileerd als kritische volger van 'industriële ontwikkelingen' in de GGZ en heeft daarover veel artikelen en blogs gepubliceerd. Zijn bestuurlijke ervaringen en publicaties vormden de basis voor Help, de psycholoog verzuipt!

## Ontvangst
Na het verschijnen van het boek heeft Bosch interviews gegeven aan het Haarlems Dagblad en het Haarlemse Straatjournaal. In september 2019 heeft hij zijn boek aangeboden aan staatssecretaris Paul Blokhuis. Hij gaf tientallen boekpresentaties voor psychologen, beroepsverenigingen, psychiatriecafés en psychologiestudenten. Help, de psycholoog verzuipt! kreeg aanbevelingen van onder anderen Jim van Os en Malou van Hintum en is gerecenseerd in de vakpers, onder andere in de De Psycholoog, De jonge psychiater en Spiegeloog.
In deze recensies was ook kritiek te lezen. Zo schrijft  Karel Soudijn dat lezers al snel geconfronteerd worden met de grote paradox dat de gereedschapskist van de psycholoog een flink aantal technieken moet bevatten, maar dat de behandelingen het volgens Bosch vooral moeten hebben van motivatie en van wederzijds vertrouwen. Joeri Tijdink (De jonge psychiater) en Wolter de Boer (Spiegeloog) vragen zich af welke doelgroep met dit boek bereikt moet worden. Ze erkennen de enorme inzet van Bosch voor zijn vakgebied, maar zien er ook een oratio pro domo in en vinden de casusbeschrijvingen niet bijzonder functioneel. Journalist Geert Degrande uit Gent (België)  schreef dat de Nederlandse geestelijke gezondheidszorg als gevolg van het marktdenken dat daar de jongste jaren heeft geheerst, in diepe crisis verkeert: 'De zorg door eerstelijnspsychologen is gaandeweg afgebouwd, zoals blijkt uit het boek Help de psycholoog verzuipt van Frits Bosch.'